# Celosia virgata
Celosia virgata là loài thực vật có hoa thuộc họ Dền. Loài này được Jacq. mô tả khoa học đầu tiên năm 1789.